# الجامعة الروسية الحكومية للتربية البدنية والرياضة والشباب والسياحة
الجامعة الروسية الحكومية للتربية البدنية والرياضة والشباب والسياحة (بالإنجليزية: Russian State University of Physical Education, Sport, Youth and Tourism)‏ هي جامعة، تأسست في 1917م، في روسيا.